# カッシーニ図法
カッシーニ図法は、横軸正距円筒図法の測量座標系のことである。1793年に完成したフランス国土基本図の作成に用いられた。
この地図は、一国全域を三角測量によって組織的に測量し、中縮尺を持って地形・地物を正確に統一的に表示した最初の科学的地形図であった。カッシーニ図は教会、風車などの一般地物や、森林、道路などを記号を用いて表示した。この点では現在の地形図の原型を示しているが、等高線の表示はなく、傾斜の表現はD（緩い傾斜）、F（急な傾斜）の記号やケバ式表現を使用するにとどまった。等高線の表現が使われたのは、1799年のトリエルによるフランス地形図が最初であった。